# CC Zoetegem

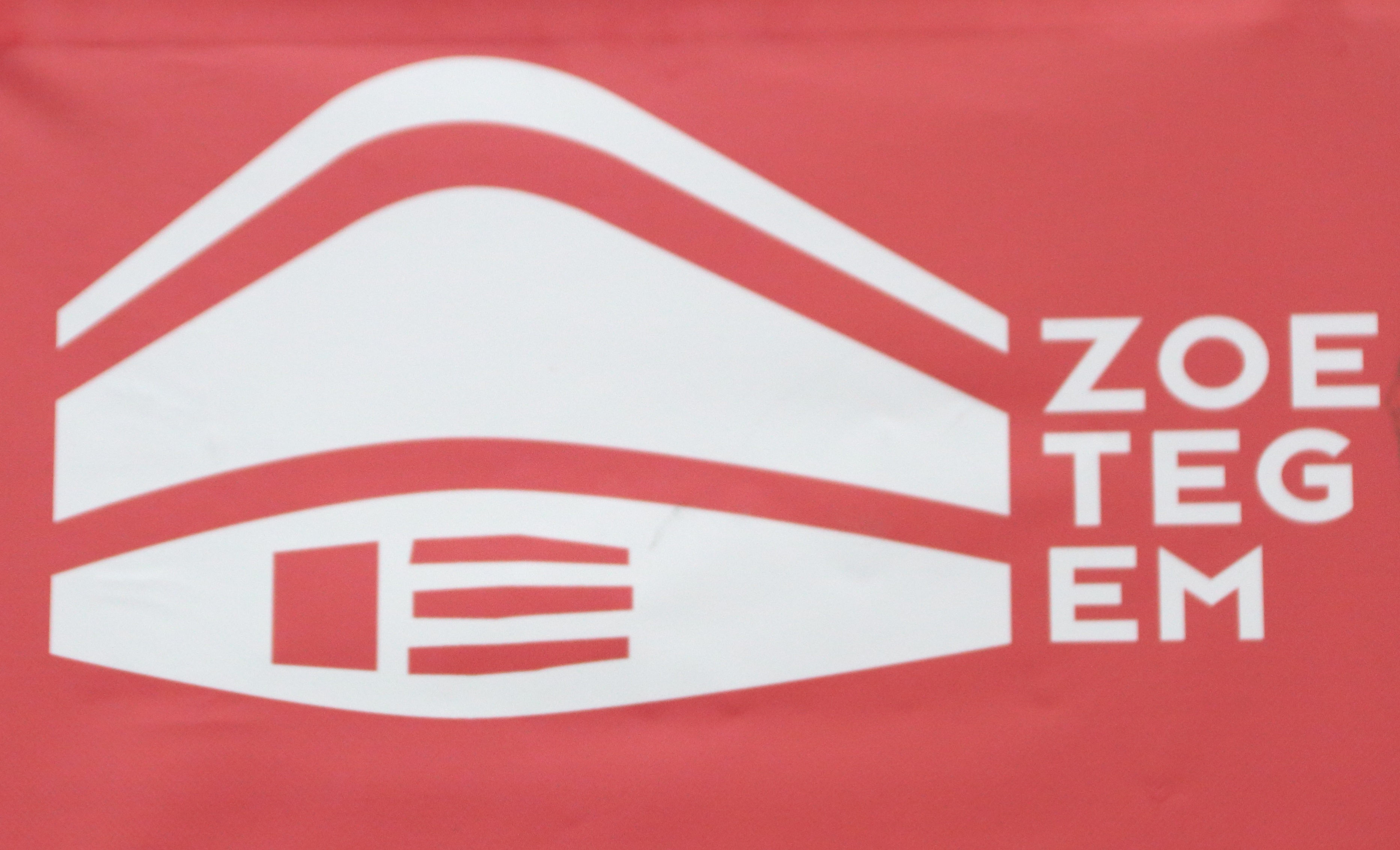
CC Zoetegem

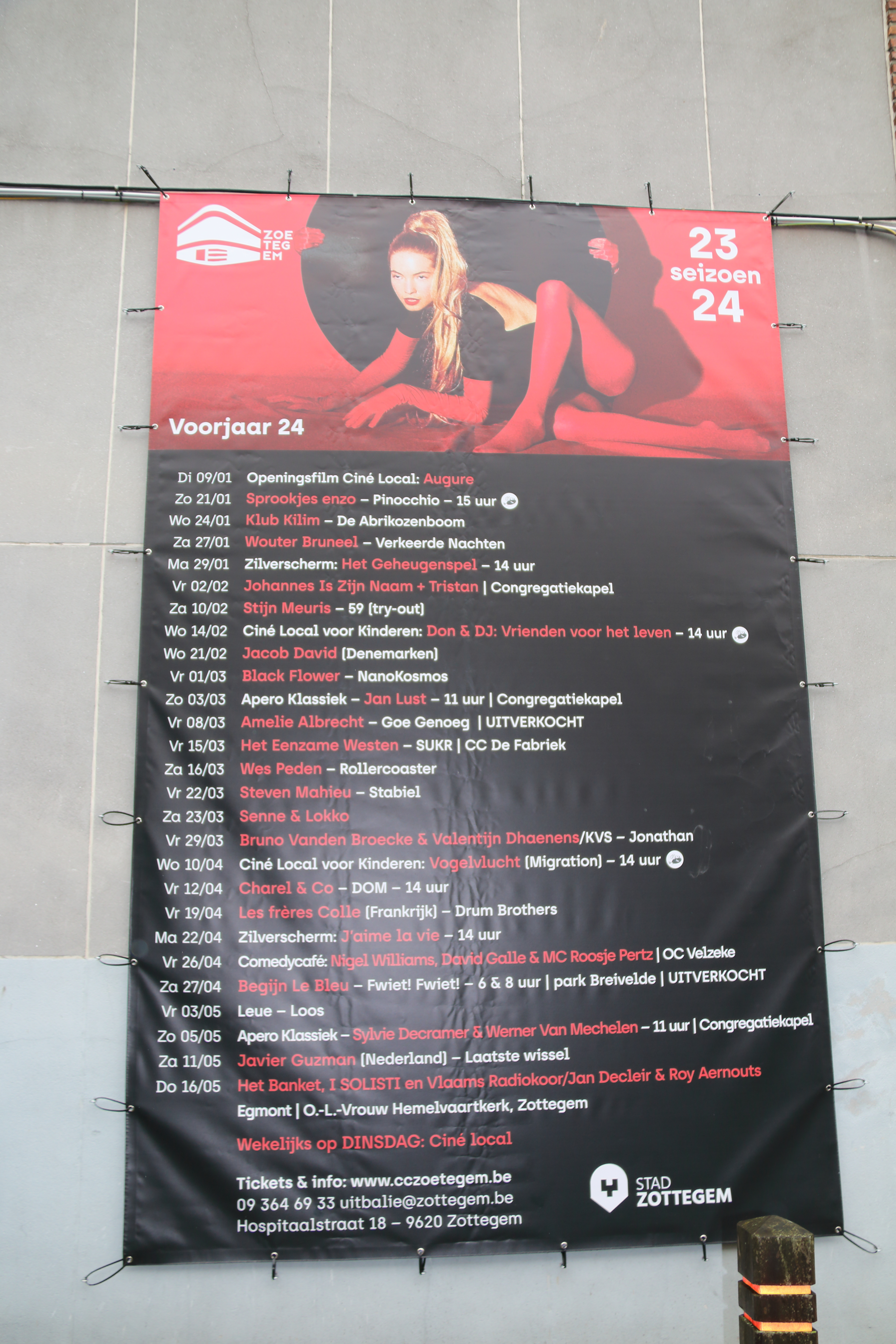
CC Zoetegem

CC Zoetegem of Cultuurcentrum Zoetegem is het cultuurcentrum van de Belgische stad Zottegem. Het heeft een aanbod voor woord, muziek, theater, comedy. Sinds 2012 biedt CC Zoetegem onder de noemer Ciné Local ook films aan, als voortzetting van de vroegere Zottegemse Filmclub. De naam Zoetegem verwijst naar de etymologische oorsprong van de naam Zottegem (Germaanse stamhoofdnaam Sotto (de zoete) + ingahaim (plaats van de lieden van)).
In 2014 werd CC Zoetegem erkend als gemeenschapscentrum door minister Joke Schauvliege.  CC Zoetegem neemt deel aan Film Fest Gent On Tour.  CC Zoetegem maakt deel uit van cultureel samenwerkingsverband Route42. 
CC Zoetegem bevindt zich momenteel (en waarschijnlijk tot 2029) in stadstheater Rhetorica (een filmzaal, voorheen Cinema Majestic, Cinema Paris, Chaplin) aan de Hospitaalstraat 20. Naast de zaal (een parterre met 155 zitplaatsen en een balkon met 144 zitplaatsen) bevindt zich cultuurcafé De Foyer.  Er worden onder de noemer 'Club Kapel' soms ook concerten georganiseerd in de Congregatiekapel en in de Onze-Lieve-Vrouw-Hemelvaartkerk.
Vanaf 2024 wordt op de Sanitary-site "ACCU" gebouwd, het nieuwe cultuurhuis met muziekacademie naast het Sanitary-gebouw.